# 브라이언 피셔
브라이언 피셔(Bryan Fisher, 1980년 8월 1일 ~ )는 미국의 배우, 텔레비전 배우이다.

## 영화
- 서바이빙 크리스마스 (2004년) - 스티브 역
- 조지 로페즈 (2002년) - 제이슨 역